# Mrše
Mrše – wieś w Słowenii, w gminie Hrpelje-Kozina. 1 stycznia 2017 liczyła 28 mieszkańców.